# Oscar Hijuelos
Oscar Jerome Hijuelos (Nova Iorque, 24 de Agosto de 1951 — Nova Iorque, 12 de Outubro de 2013) foi um escritor dos Estados Unidos.
Oscar Hijuelos, de ascendência cubana e casado em segundas núpcias com Lori Marie Carlson, foi o primeiro hispânico a ser premiado com o Prémio Pulitzer.

## Obras
- Our House in the Last World (1983)[2]
- The Mambo Kings Play Songs of Love (1989)[2] (Os reis do mambo tocam canções de amor)[1]
- The Fourteen Sisters of Emilio Montez O"Brien" (1993)[1]
- Empress of the Splendid Season (2000)[2]
- A Simple Habana Melody (2002)[1]
- Dark Dude (2008)[2]
- Beautiful Maria of my Soul (2010)[1]
- Thoughts Without Cigarettes (2011)[2]

## Prémios
- Prémio Pulitzer de Ficção (1990) com a obra "The Mambo Kings Play Songs of Love"[2]